# Pseudocolopteryx acutipennis
Pseudocolopteryx acutipennis là một loài chim trong họ Tyrannidae.